# 新常磐交通いわき中央営業所
新常磐交通いわき中央営業所（しんじょうばんこうつういわきちゅうおうえいぎょうしょ）は、福島県いわき市鹿島町上蔵持にある新常磐交通の営業所である。

## 概要
1997年6月1日に常磐交通自動車の平営業所・湯本営業所・小名浜営業所・南営業所の4営業所が統合され、開設された。営業エリアはいわき市内全域であり、一般路線バスの他、高速バスや特定貸切も行っている。本社乗合部および高速バス予約センターの事務所も当営業所内にあり、整備事業本部のいわき中央工場も併設する。湯本営業所・上遠野（かとおの）車庫・上三坂車庫を管轄下に持ち、一部車両の配置を行っている。
一般路線は担当地域によりAブロック（主に平近郊）・Bブロック（主に小名浜近郊）・Cブロック（主に湯本・上遠野・植田近郊）に分かれる。出入庫路線としていわき駅 - 同営業所線がある他、同営業所から比較的近いラパークいわき線・江名線もその役割を果たす。
福島県浜通り北部を管轄する北営業所（浪江町）が福島第一原発事故の影響により閉鎖中で再開の見込みが立っていないため、いわき中央営業所が現在のところ稼働する唯一の営業所となっている。また北営業所の一部の車両がいわき中央営業所に転籍している。
- 湯本営業所（湯本車庫）

元の常磐交通湯本営業所で、現在はいわき中央営業所配下の車両基地。主に湯本・植田地区系統を担当。本社貸切部・貸切バス事業部の貸切バス車庫も兼ねている。以前は湯本車庫発着の路線が多数あったが、2010年3月25日のダイヤ改正でいわき駅 - 湯本車庫線の廃止で姿を消した。
- 小名浜車庫

元の常磐交通小名浜営業所。中央営業所に統合後、常交中小型自動車の本社・車庫があったが、車庫機能を湯本車庫へ移転。現在は車両配置はなくダイヤ調整のための待機所となっている。湯本車庫と違い、こちらはいわき駅から小名浜車庫への便（またはその逆）が多数ある。
- 上遠野車庫

元の常磐交通上遠野出張所。数台のバスがここに常駐し、上遠野発着路線を担当。
- 上三坂車庫

元の常磐交通上三坂車庫。数台のバスがここに常駐し、上三坂・差塩発着路線を担当。
- 川内車庫

川内村にある車庫。川内－小野－上三坂線の一部便を担当。
- 四倉待機所

元の常磐交通四倉出張所。現在は「いわき駅〜四倉線」のダイヤ調整のために使用されている。
- 上荒川待機所

ダイヤ調整のための待機所で、乗務員の休憩所がある。高速バス会津若松 - 郡山 - いわき線・福島 - いわき線・仙台 - いわき線の始発地のため、福島交通・会津乗合自動車・JRバス東北の高速バスもここを使用している。
- 鎌田待機所

ダイヤ調整のバスが待機しているが、上荒川待機所と違い車両の駐車スペースのみ。
- 泉待機所

JR泉駅近くにあり、ダイヤ調整のバスが待機している。

## 沿革
- 1997年6月1日 - いわき市内4営業所を統合して「常磐交通いわき中央営業所」開所。
- 2006年2月1日 - 常磐交通自動車の事業を子会社の「常交中小型自動車」へ営業譲渡すると同時に社名を「新常磐交通」へ改称する。それに伴い、「常磐交通いわき中央営業所」から「新常磐交通いわき中央営業所」へ名称を変更する。
- 2018年6月15日 - イオンモールいわき小名浜開店に伴い、小名浜地区発着路線の改正を実施[1]
- 2021年10月1日 - イトーヨーカ堂平店閉店に伴い、ヨーカ堂を起終点としていた系統をいわき駅前発着に変更[2]。

## 所管一般路線系統
路線ごとに系統番号が付されており、車両にも表示されているが、旅客案内には用いられていない。

### 平近郊
- [3]いわき駅前 - 本局前 - ヨークタウン谷川瀬 - 本庁舎前 - いわき駅前・平市内循環
- [3] いわき駅前 → 古鍛冶町 → 久保町 → 磐高入口 → いわき駅前・久保町循環
- (49)いわき駅前 - 専称寺前 - 夏井公民館 - かんぽの宿いわき - 原入口 - 西原 - 代之下
  - 原入口 - 西原間はいわき駅 - 江名 - 小名浜 -  泉駅線と同じルートを走る。
- (68)いわき駅前 → 平六丁目 → 本局前 → 南白土（磐城緑蔭中学校・高等学校前）[4]
- (8)いわき駅前 - 平六丁目 - 平商前 - 石森 - 四ツ波
- (39)いわき駅前 - 五色町 - いわき支援学校[4]
- (119)いわき駅前 - 平六丁目 - 東日本国際大 - いわき支援学校 - 昌平中高前[4]
- (158)いわき駅前 - いわき駅北口 - 平商前[4]
- (112)いわき駅前 - （直行） - 高専前[4]
- (69)いわき駅前 - 双藤町 - 平工業高校[4]

#### 内郷方面
- (31)いわき駅前 → 長橋町 → 磐城一高 → 総合保健福祉センター前 → 医療センター → 労災病院入口 → 内郷駅入口 → 御殿入口 → 立野 → 高坂団地入口 → 長橋町 → いわき駅前・立野循環（内郷回り）
- (30)いわき駅前 → 長橋町 → 高坂団地入口 → 立野 → 御殿入口 → 内郷駅入口 → 労災病院入口 → 医療センター → 総合保健福祉センター前 → 磐城一高 → 長橋町 → いわき駅前・立野循環（御台境回り）
- (80)いわき駅前 - 長橋町 - 磐城一高 - 医療センター - 労災病院入口 - 内郷駅入口 - あみだ堂 - 川平
- (11)いわき駅前 - 長橋町 - 高坂団地入口 - 高坂団地 - 高坂 - 四季庵 - 高坂二丁目
  - この路線は末端区間がループ状になっており、折り返し便はそのまま高坂 → 高坂二丁目の順に経由していわき駅前行きとなる。
- (81)いわき駅前 - 長橋町 - 医療センター - 内郷駅入口 - 御殿入口 - 中沢 - 入の湯

#### いわきニュータウン方面
- （95）いわき駅前 -  競輪場前 - 高専前 - 医療創生大学  - 中央台南中 - ラパークいわき
- （185）いわき駅前 -  競輪場前 - 高専前 - 医療創生大学 - いわき光洋高校[4]
- （133）いわき駅前 - 高専前 - 飯野二丁目 - 鹿島一丁目 - 高久三丁目 - ラパークいわき
- （177）GSユアサいわき - アルパイン - Cブロック - タンガロイ - 渋井 - 御台境入口 - 長橋町 - いわき駅前 - 高専前 - 飯野二丁目 - 鹿島一丁目 - 高久三丁目 - ラパークいわき
  - いわき駅を経由していわきニュータウンと好間工業団地を結ぶ路線である。GSユアサいわき - アルパイン、Cブロック - タンガロイ間は自由乗降区間となっている。
- （135）ラパークいわき → 高久三丁目 → 鹿島一丁目 → 高専前 → 競輪場前 → いわき駅前 → 田町 → （直行）→ 磐高入口

### 平 - 小名浜方面

#### 鹿島方面
- (148)いわき駅前 - 競輪場前 - 高専前 - 郷ヶ丘 - 鹿島小前 - 鹿島ショッピングセンター - 東警察署前前 - (イオンモールいわき小名浜) - 小名浜案内所 - 小名浜車庫 - 館の腰
  - イオンモールいわき小名浜経由便は(151)
- (71)いわき駅前 - 競輪場前 - 高専前 - 郷ヶ丘 - 鹿島小前 - 東警察署前 - 小名浜案内所 - 小名浜車庫 - 館の腰 - 海星高校前[5]
- (77)いわき駅前 - 競輪場前 - 高専前 - 郷ヶ丘 - 鹿島小前 - 鹿島ショッピングセンター - 東警察署前 - イオンモールいわき小名浜 - 小名浜案内所 - 小名浜車庫
- (165)いわき駅前 - 競輪場前 - 高専前 - 若葉台 - 鹿島小前 - 鹿島ショッピングセンター - 常交いわき中央営業所 - 江名
- (128)昌平中高前 - 東日本国際大 - 三倉 - 八ツ坂団地入口 - 平工業高校 - 飯野二丁目 - 鹿島小前 - 東警察署前 - 小名浜案内所 - 小名浜車庫
  - 昌平中高が登校日のみ運行される。なお帰りの三倉→小名浜車庫間は降車専用である。
- (127) 昌平中高前 - 東日本国際大 - いわき駅前 - 競輪場前 - 高専前 - 若葉台 - 鹿島小前 - 玉川団地 - 小名浜案内所 - 小名浜車庫
  - 昌平中高が登校日のみ運行される。なお帰りのいわき駅前→小名浜車庫間は降車専用である。
- (98)ラパークいわき - 中央台南中 - 鹿島小前 - 鹿島ショッピングセンター - 東警察署前 - イオンモールいわき小名浜 - 小名浜案内所 - 小名浜車庫
- (97)ラパークいわき - 中央台南中 - 鹿島小前 - 鹿島ショッピングセンター - 東警察署前 - (イオンモールいわき小名浜) - 小名浜案内所 - 小名浜車庫 - 館の腰 - 海星高校前
  - イオンモールいわき小名浜経由便は(系統番号不明)

#### 江名方面
- (58)いわき駅前 - 平工前 - 神明橋 - 原入口 - 西原 - 弁天様前[6] - 薄磯 - 灯台入口 -  豊間小前 - 豊間 - 江名 - 江名小入口- 常交いわき中央営業所
- (63)いわき駅前 - 平工業高校 - 神明橋 - 原入口 - 西原 - 弁天様前 - 薄磯 - 灯台入口 -  豊間小前

#### 湯本東口方面
- (系統番号不明)いわき駅前 - 長橋町 - 磐城一高 - 医療センター - 労災病院入口 - 内郷駅入口 - 湯本東口 - 下船尾 - 玉川団地入口 - 市民会館入口 - （イオンモールいわき小名浜） - 小名浜案内所 - 小名浜車庫
  - イオンモールいわき小名浜経由便は(88)
- (92)いわき駅前 - 長橋町 - 磐城一高 - 医療センター - 労災病院入口 - 内郷駅入口 - 常磐病院 - 湯本高校 - 町下橋 - 金刀比羅神社 - 湯本駅前
- (93)湯本駅前 - 下船尾 - 玉川団地入口 - 市民会館入口 - （イオンモールいわき小名浜） - 小名浜案内所 - 小名浜車庫
- (系統番号不明)いわき駅前 - 長橋町 - 磐城一高 - 医療センター - 労災病院入口 - 内郷駅入口 - 湯本東口 - 下船尾 - 玉川団地入口 - 市民会館入口 - 小名浜案内所 - 小名浜車庫 - 館の腰 - 海星高校前
- (91)いわき駅前 - 長橋町 - 磐城一高 - 医療センター - 労災病院入口 - 内郷駅入口 - 湯本東口 - 下船尾 - 玉川団地入口 - 市民会館入口 - イオンモールいわき小名浜 - 小名浜案内所 - 小名浜車庫 - 館の腰

### 泉 - 小名浜方面
- (系統番号不明)泉駅前 - 滝尻松原 - 三菱ケミカル[7] - イオンモールいわき小名浜 - 小名浜案内所 - 小名浜車庫 - 館の腰 - 常交いわき中央営業所
- (41)泉駅前 - 滝尻松原 - 三菱ケミカル - (イオンモールいわき小名浜) - 小名浜案内所 - 小名浜車庫
  - イオンモールいわき小名浜経由便は(42)

- (40)泉駅前 - 滝尻松原 - 三菱ケミカル - 小名浜案内所 - 小名浜車庫 - 館の腰 - 海星高校前
- (85)泉駅前 - 滝尻松原 - 三菱ケミカル - 小名浜案内所 - 小名浜車庫 - 館の腰 - 江名 - 灯台入口 - 西原
- (79)いわき秀英高校 - 泉駅前[4]
- (92)いわき秀英高校 - 泉駅前 - 滝尻松原 - 三菱ケミカル - 小名浜案内所 - 小名浜車庫 - 館の腰 - 江名 - 灯台入口 - 西原[8]
- (93)いわき秀英高校 - 泉駅前 - 東警察署前 -  鹿島小前 - 鹿島一丁目 - 高久三丁目 - ラパークいわき - 飯野二丁目 - 郷ヶ丘公園口 → 郷ヶ丘一丁目（行きは郷ヶ丘公園口 → 郷ヶ丘一丁目）[4]
- (187)泉駅前 - 滝尻松原 - 三菱ケミカル - 小名浜一中 - 支所前 - ラパークいわき - いわき光洋高校[4]
- (174)湯本高校 - （直行） - 泉駅前 - 滝尻松原 - 三菱ケミカル - 小名浜案内所 - 小名浜車庫 - 館の腰 - 江名 - 灯台入口 - 西原[8]
- (84)湯本高校 - （直行） - 泉駅前[4]

### 好間・三坂・小野方面
- (13)いわき駅前 - 長橋町 - 叶田団地入口 - いわき中央インター（平方面のみ） - 好間（よしま）平坑 - 国道大利 - 小川崎 - 永井入口 - 国道三坂 - 上三坂
- (17)いわき駅前 - 長橋町 - 叶田団地入口 - いわき中央インター（平方面のみ） - 好間平坑
- (19)いわき駅前 - 長橋町 - 叶田団地入口 - 隅田川
  - 「隅田川」は当地に隅田川炭鉱が存在したことに由来する停留所名で、バス停周辺には当時の炭鉱住宅が現在も残っている。
- (18)いわき駅前 - 長橋町 - 叶田団地入口 - いわき中央インター - 好間平坑 - 旧道大利 - 榊小屋
  - 榊小屋には折り返し設備がないため、バスは約2km離れたいわき駅 - 入の湯線の入の湯終点まで回送して折り返している。
- (系統番号不明) 永井入口 - 差塩（さいそ） - 差塩仲町
  - 全区間自由乗降区間である。
  - 永井入口停留所でいわき駅前発ダイヤから差塩仲町行きに（またはその逆）乗り換える場合乗継乗車証が発行され、いわき駅方面からの通しの運賃が適用される（定期券の場合は不要）。
  - 2016年4月のダイヤ改正までは（14）いわき駅前 - 旧道大利 - 成沢 - 永井入口 - 差塩仲町間の路線として平日のみ1日3往復運行されていたが、ダイヤ改正によって1往復に減便され、さらに2017年10月のダイヤ改正によっていわき駅前－永井入口間が短縮され、永井入口で上三坂線に接続するダイヤとなった。
  - かつては終点の差塩仲町バス停前の民家の一室を常磐交通が間借りし、乗務員の宿泊に利用したり敷地の庭をバスの折り返し設備や車庫として使用したりしていた。[9]
- (22)ゆふね - 役場・かわうちの湯前 - 木の葉橋 - JR神俣駅 - 小野新町駅 - 夏井駅前 - 和名田 - 上三坂
  - もともと復興支援バス（後述）の一路線として小野新町駅 - 川内村間を運行していたが、2017年10月からそれまで送り込みの回送区間だった小野新町駅 - 上三坂間を営業運転するようになった。[10]。
  - ゆふね - 木の葉橋間は自由乗降区間である。

### 湯本 - 勿来・遠野方面
湯本駅発着
- (62)湯本駅前 - 高倉 - 小野田北
- (11)湯本駅前 - 常磐病院 - 田場坂 - 上遠野小前 - 上遠野 - 根岸
  - 上遠野小バス停近くに、かつて運行されていた福島交通の上遠野線（上遠野車庫 - 石川駅前）の折返し場があった。
- (系統番号不明)湯本駅前 - 常磐病院 - 湯本高校
- (186)湯本駅前 - 湯本東口 - 下船尾 - 玉川団地入口 - 林城 - 鹿島小前 - ラパークいわき - いわき光洋高校[4]
- (137)湯本高校 - 湯本東口 - 草木台一丁目 - 飯野二丁目 - 鹿島一丁目 - 高久三丁目 - ラパークいわき[4]

植田駅発着
- (8)植田駅前 - 植田本町 - 田人入口 - 鳳城 - 中山 - 東海 - 根岸 - 上遠野
- (9)植田駅前 - 植田本町 - 田人入口 - 菊田小前 - 鳳城 - 中山 - 東海 - 根岸 - 上遠野
- (10)植田駅前 - 植田本町 - 田人入口 - 菊田小前 - いわき南台 - 鳳城 - 中山 - 東海 - 根岸 - 上遠野
- (54)早稲田 - 金山[11] - 植田駅前 - 植田本町 - 勿来支所 - 勿来駅前
- (82)(83)植田駅前 - 植田本町 - 勿来支所 - 呉羽病院前 - 勿来駅前 - 高校前 - 窪田酒井原 - 白米団地 - 川部 - 沼部 - 御宝殿前  - 植田本町 - 植田駅前・川部循環
  - 系統番号は内回りは(82)、外回りは(83)
- (58)勿来駅前 - 高校前[4]

### 赤井・小川・高崎方面
- (25)菱川町 - いわき駅前 - 関の上 - 上平窪 - 小川農協 - 高崎
- (28)菱川町 - いわき駅前 - 関の上 - 上平窪
- (26)菱川町 - いわき駅前 - 関の上 - 赤井駅前 - 赤井岳下

### 草野 - 四倉・広野 - 楢葉 - 富岡方面
- (38)いわき駅前 - 塩 - 神谷住宅 - 赤沼入口 - 草野駅前
- (45)いわき駅前 - 塩 - 神谷住宅口 - 赤沼入口 - 国道草野 - 四倉駅入口 - 四丁目 - 四倉
- (44)いわき駅 - 五色町 - 神谷住宅口 - 国道草野 - 仁井田浦口 - 東二丁目 - 波立薬師 - 久之浜駐在所 - 広野町役場 - 道の駅ならは - 楢葉町役場 - 月の下 - さくらモール・診療所前 - 曲田住宅 - 富岡駅前
  - 2017年4月のダイヤ改正で運行を開始した。2024年4月のダイヤ改正で急行運転から各停留所への停車へ変更された。

### 復興支援バス（いわき地区）
東日本大震災により避難している仮設住宅と、駅、病院、スーパーなどを結ぶバスとして2013年に開設された。避難者は特定の路線が無料で乗れる措置がとられている。また、「復興支援バス」のステッカーが貼ってある停留所にのみ停車する。開設当初は避難者限定であったが、現在は一般の利用もできる。2017年4月のダイヤ改正の時に仮設住宅の規模が縮小したことから大幅に減便となった。
- 南台仮設 - 山田局前 - 中岡マルト前 - 植田駅前 - 植田鮮場前 - 双葉町いわき事務所前 - 植田駅前 - 呉羽病院前 - 窪田マルト前 - 勿来酒井団地

## 廃止路線
主に新常磐交通の設立以降、停留所も廃止された路線のみを掲載する。
いわき駅発着・いわきニュータウン方面
- （系統番号不明）ヨーカ堂前 - いわき駅前 - 南レンガ通り - 文化センター前 - 明治団地公民館
- （系統番号不明）菱川町 - いわき駅前 - ヨーカ堂前 - 三倉 - 久世原 - 郷ヶ丘
- （系統番号不明）いわき駅前 - 競輪場前 - 高専前 - 中央台飯野
- （系統番号不明）内郷駅 - 労災病院入口 - 総合保健福祉センター - 本庁舎前 - 松村病院入口 - 本局前 - ヨーカ堂北口 - いわき駅前 - 労災病院入口 - 内郷駅・病院循環（ほっとバス）
- （系統番号不明）いわき駅前 - 長橋町 - 労災病院入口 - 内郷駅入口 - 湯本東口 - 湯本車庫
- (124)いわき駅前 → 平四丁目 → 倉前 → ヨークタウン谷川瀬
- （134）いわき駅前 - 八ツ坂団地入口 - 飯野二丁目 - （ラパークいわき） - 鹿島一丁目 - 高久三丁目 - ラパークいわき
  - ラパークいわき経由便は（168）
- （136）平商前 - 本局前 - 八ツ坂団地入口 - 鹿島一丁目 - 高久三丁目 - ラパークいわき
- （129）ラパークいわき → 高久三丁目 → 鹿島一丁目 → 飯野二丁目 → 八ツ坂団地入口 → いわき駅前 → 東日本国際大 → 昌平中高前
- （139）ラパークいわき → 高久三丁目 → 鹿島一丁目 → 高専前 → 競輪場前 →（いわき駅前 →） → 長橋町 → 磐城一高 → 医療センター → 労災病院入口 → 内郷駅前
  - いわき駅前通過便は（141）
- (149)いわき駅前 - 競輪場前 - 高専前 - 郷ヶ丘 - 鹿島小前 - （鹿島ショッピングセンター） - 東警察署前 - 小名浜案内所 - 小名浜車庫 - 館の腰 - 洋向台中央
  - 鹿島ショッピングセンター経由便は(150)
- (145)（急行）小名浜車庫 → 小名浜案内所 → 東警察署前 → 鹿島小前 → 郷ヶ丘 → (通過)→ NHK前 → いわき駅前
- (76)いわき駅前 - 競輪場前 - 高専前 - 若葉北公園 - 若葉東口
  - この路線は末端区間がループ状になっており、折り返し便は若葉北公園→若葉東口の順に経由していわき駅前行きとなる。

上三坂方面
- （12）いわき駅前 - 長橋町 - 叶田団地入口 - いわき中央インター - 好間平坑 - 国道大利 - 永井入口 - 国道沢渡 - 国道三坂 - 上三坂
- （20）上三坂 - 国道三坂 - 三阪小前 - 日向 - 家の前
  - 三阪小中の実質的なスクールバスであった。
- （14）いわき駅前 - 長橋町 - 叶田団地入口 - いわき中央インター（平方面のみ） - 好間平坑 - 旧道大利 - 成沢 - 永井入口 - 差塩 - 差塩仲町
- （系統番号不明）永井入口 - 成沢 - 旧道大利
  - 先述のいわき駅前－差塩線のうち、旧道大利－永井入口間を分割したもの。
- （系統番号不明）上三坂 - 向永志田 - 夏井駅前 - 小野新町駅前 - 槻の木内
  - 現在の上三坂 - 小野 - 川内線とほぼ同じ経路をとり、この路線の一部停留所が復活している。
- (155）榊小屋 → 旧道大利 → 好間平坑 → いわき中央インター → 好間中入口 → 長橋町 → いわき駅前

四ツ倉駅発着
- （系統番号不明）四ツ倉駅前 - 四丁目 - 波立海岸 - 久の浜駅前 - 海竜の里 - アンモナイトセンター

泉駅発着
- （45）泉駅前 - 洞口 - 中釜戸 - 川籠石（かわごいし）
  - 川籠石 - 洞口間は自由降車区間。
- （37）泉駅前 - 宝珠院橋 - 大剣 - 南大畑
  - 宝珠院橋－南大畑間はループ状の運転経路になっていた。
- (67)泉駅前 - （直行）- イオンモールいわき小名浜
- (80)(81)泉駅北口 - 定の田 - 泉駅前 - 泉もえぎ台 - 泉橋 - 泉ショッピングセンター - 泉駅北口 - 泉ヶ丘中央公園前 - 泉ヶ丘三丁目（泉市内循環）
  - 系統番号は内回りは(80)、外回りは(81)

湯本・植田・勿来・遠野近郊
- （13）湯本駅前 - 常磐病院 - 湯本高校 - 町下橋 - 長孫 - 岩ヶ丘
- （58）湯本駅前 - 常磐病院 - 釜の前中央 - サンライフゆもと - ハワイアンズ
- （70）植田駅前 - 植田本町 - 田人入口 - 南台入口 - 井戸沢 - 平石 - 田人 - 天の川
  - 井戸沢 - 天の川間は自由乗降区間だった。
- （49）勿来駅前 - 関入口 - 平潟入口
  - 平潟入口バス停は茨城県との県境に位置していた。
- (12)湯本駅前 - 常磐病院 - 田場坂 - 上遠野小前 - 上遠野 - 遠野高校
- (16)湯本駅前 - 常磐病院 - 桜ヶ丘入口 - 桜ヶ丘
- (15)田場坂 → 桜ヶ丘 → 桜ヶ丘入口 → 常磐病院 → 湯本駅前
- (76)植田駅前 → 磐農前 → 勿来工業前

上遠野発着
- (5)上遠野 - 遠野支所 - 川畑 - 表 - 入定（にゅうじょう）
  - 遠野支所 - 入定間は自由乗降区間であった。
  - 入定は平安時代の高僧の徳一が没した地とされ、当地には徳一に関する伝承が残されている。
- (2)上遠野 - 根岸 - 大平入口 - 表 - 入定
  - 大平入口 - 入定間は自由乗降区間であった。
- （6）上遠野 - 原前 - 稲荷林 - 小石平
  - 原前 - 小石平間は自由乗降区間だった。

復興支援バス各路線
- 上荒川仮設 - 明治団地公民館 - 明治団地 - いわき駅前
- 好間第一 - 好間支所入口 - 倉前 - 三島神社 - いわき駅前 - 労災病院入口
- 高久三丁目 - おおはた公園 - 高久第四 - 高久第十 - 高久第八 - ラパークいわき - 飯野 - 大学会館前 - 明治団地 - いわき駅前 - 共立病院 - 労災病院入口
- ラパークいわき → いわきコルム → 高久第八 → 高久第十 → 高久第八 → いわきコルム → ラパークいわき・中央台高久循環
- 高久三丁目 - おおはた公園 - 高久第四 - 高久第十 - 高久第八 - ラパークいわき - 飯野 - 大学会館前 - 明治団地公民館前 - いわき駅前 - ヨーカ堂前 - 本局前 - 四倉細谷 - 鬼越 - 四ッ倉駅前 - 広野町役場 - しおかぜ荘 - 楢葉町役場
- 四倉工業団地 - 東一丁目 - 鬼越 - 四ツ倉駅前 - 広野町役場 - 下北迫仮設 - 広野町役場
- 七本松[12] -  鹿島ショッピングセンター - 林城 - 生協病院 - - 上神白仮設 - 小名川橋 - 大東銀行
- 好間第一 - 好間支所入口 - 倉前 - 三島神社 - いわき駅前 - 共立病院 - 労災病院入口 - 湯本駅前 - 泉駅前 - 泉玉露仮設 - 渡辺仮設

## 所管高速バス系統
- 富岡・いわき - 東京 (いわき号)
- いわき - 仙台
- いわき - 福島
- いわき - 郡山 - 会津若松
- いわき - 日立 - 東京ディズニーリゾート(TDR)
- いわき・日立 - 京都 ・大阪（シーガル号） [13]
- いわき - 福島空港 (リムジンバス)[14]